# 青木正純
青木 正純（あおき まさずみ、1944年9月18日 - ）は日本の陸上競技選手、砲丸投選手。元教師。

## 来歴
東京都出身。埼玉県立越谷高等学校、越谷陸クラブ、越ヶ谷クラブに所属。1967年日本大学文理学部卒業。埼玉県立越谷高等学校では教師を務めた。日本陸上競技選手権大会では、砲丸投で昭和43年（1968年）第52回大会から昭和52年（1977年）第61回大会まで10連覇を達成した。ほかに10連覇を達成した人には室伏広治、林香代子、室伏重信がいる。また、東日本実業団陸上競技選手権大会でも砲丸投で昭和42年（1967年）第9回大会から昭和50年（1975年）第17回大会まで9連覇した。高校教師時代の教え子に慕われており、陸上競技部のOB・OG会に「青木会」という会があり100人以上が参加している。1977年度の朝日スポーツ賞を受けた。（同時受賞に湯木博恵、高田裕司らがいる）。教え子に八木下てる子がいる。